# 越和宏
越 和宏（こし かずひろ、1964年12月23日 - ）は、長野県王滝村出身の元スケルトン選手。長野県木曽高等学校出身。仙台大学体育学部卒。システックス所属。日本におけるスケルトンの先駆者でもあった。

## 人物
幼少期から自然に囲まれた環境で育ち、小学校では水泳と陸上の短距離選手でもあった。またスキーも達者であった。中学から本格的に陸上をやり始め、木曽高校時代は砲丸投の選手として活躍。仙台大学入学後はボブスレー部に所属したものの、練習の厳しさに挫折。一度部を辞め、4年生の秋から再入部する。その後、全日本に選ばれるも、1992年アルベールビルオリンピック五輪選考会で敗退。その後、スケルトンに転向。
スケルトン転向直後は日本国内に指導者が全く居らず、経済的にも苦労していたが、遠征中に他国の選手・指導者などのアドバイスを受けるなどして徐々に力を付けていくと、遂に1999年のワールドカップ・ケニックゼー大会で3位入賞、さらに翌シーズンの長野大会で初優勝した。日本人選手がソリ系種目 の世界大会 で3位入賞（表彰台登壇）・優勝をしたのは、いずれも越和宏が初めてである。このころ、越の会得した高度なカーブの滑走技術は「越ライン」と呼ばれるようになった。全日本スケルトン選手権大会では1998年から四連覇を果たす。
競技で使うソリは当初外国製を使っていたが、越が世界トップクラスの選手に成長したことで販売してもらえなくなったため、2000年初めから和歌山県の金属加工工場「ニギテック」が製作したソリを使用している。
2002年ソルトレークシティオリンピックでは、1948年のサンモリッツ大会以来、54年ぶりに正式種目に復活したスケルトンの日本代表に選ばれた。このとき、日本選手団最年長の37歳でオリンピック初出場を果たした越はマスコミからは「親父の希望の星」と紹介されメダル候補として期待されていた。しかし競技前日からのコースへの積雪により、スタートダッシュで遅れても滑走技術で逆転するスタイルの越には不利な状況だったこともあり、結果は8位入賞にとどまった。ただし、ソリ系種目での日本選手の入賞は札幌オリンピック以来30年ぶりの快挙であった。
2003年からシステックスに所属。スポンサーにフリーポート、日立港病院、クラブコング（松本整）、信州スドーがついている。また、松本整とはトレーナー契約を結び、年間を通じてトレーニングの指導を受けている。
2006年トリノオリンピックでは再び日本選手団最年長で代表選手となった。1回目の滑走でメダル獲得も狙えるタイム差の位置につけたが、2回目の滑走を失敗し結果は11位に終わった。この結果に越は自分の情けなさに涙を流した。トリノオリンピック終了後、越の進退が騒がれていたが、まだやり残した事があるとして現役を続行することとなった。
2007年6月21日に、メインスポンサーであるシステックスのもと、田山真輔選手、高橋弘篤選手とともに日本で最初のスケルトンのクラブチーム・スケルトンクラブ を設立した。
2009年9月20日、全日本プッシュ選手権に出場し、順位こそ9位であったものの44歳にして自己ベストを更新した。競技終了後、2010年バンクーバーオリンピックを最後に第一線を退くことを表明した。
2010年１月、越はバンクーバーオリンピックの代表選手に決定した。45歳での冬季オリンピック出場は日本選手として史上最年長である。2月19日、20日にウィスラー・スライディングセンターでの競技に挑み、全4回戦を完走して20位に終わった。越は競技終了後に「限界値だと思います」と語り、現役引退の意向を示した。
2010-2011年シーズンから日本ワールドカップチームのヘッドコーチをしている。
2013年、2年前の宴会での不適切な対応により、連盟より訓告処分を受けた。
2017年8月、4年前の傷害の容疑で書類送検される。9月には責任を取り日本ボブスレー・リュージュ・スケルトン連盟のスケルトン強化部長を辞任した。10月27日付けで、不起訴処分となる。

### エピソード
- 1998年長野オリンピックではボブスレー競技が行われる前にテスト走行を行ったが、この当時は五輪競技でなかったスケルトンをよく知らない観客の中にはボブスレー選手が転倒して滑り落ちてきたと勘違いした者も居た[3]。
- 目標を高く掲げて、公言することで自分に逃げ道をつくらない、という姿勢をとっており、常にオリンピックで金メダル獲得することを目標としている[16]。2009年9月に五輪後引退を表明した後にも「目標は金メダルしかない」と強気な発言をしている[8]。
- レースのスタート前に験担ぎで「指先バキューン」[17] という動作を行う。[18]。

## 主な成績
1992-1993年シーズン
- 世界選手権（ラプラーニュ）：29位

1993-1994年シーズン
- ワールドカップ総合成績：22位
- 世界選手権（アルテンベルク）：24位

1994-1995年シーズン
- ワールドカップ総合成績：15位
- 世界選手権（リレハンメル）：16位

1995-1996年シーズン
- ワールドカップ総合成績：19位
- 世界選手権（カルガリー）：9位

1996-1997年シーズン
- ワールドカップ総合成績：5位
- 世界選手権（レークプラシッド）：8位

1997-1998年シーズン
- ワールドカップ総合成績：2位[19]
- 世界選手権（サンモリッツ）：9位
- 全日本選手権（日本・長野）：1位

1998-1999年シーズン
- ワールドカップ第4戦（ドイツ・ケニックゼー）：3位　※初表彰台
- ワールドカップ総合成績：6位
- 世界選手権（アルテンベルグ）：6位
- 全日本選手権（日本・長野）：1位

1999-2000年シーズン
- ワールドカップ第2戦（日本・スパイラル）：優勝
- ワールドカップ総合成績：8位
- 世界選手権（イーグルス）：12位
- 全日本選手権（日本・長野）：1位

2000-2001年シーズン
- ワールドカップ第1戦（ヴィンターベルク）：3位
- ワールドカップ第2戦（イーグルス）：3位
- ワールドカップ第3戦（ラプラーニュ）：5位
- ワールドカップ第4戦（日本・スパイラル）：優勝
- ワールドカップ第5戦（パークシティー）：6位
- ワールドカップ総合成績：2位[19]
- 世界選手権（カルガリー）：7位
- 全日本選手権（日本・長野）：1位

2001-2002年シーズン
- ワールドカップ総合成績：12位
- ソルトレークシティオリンピック：8位（1回戦51.50、2回戦51.52）

2002-2003年シーズン
- ワールドカップ第1戦（カナダ・カルガリー）：4位
- ワールドカップ第2戦（アメリカ・レイクプラシッド）：3位
- ワールドカップ第4戦（オーストラリア・インスブルック）：6位
- ワールドカップ第5戦（スイス・サンモリッツ）：10位
- ワールドカップ第6戦（ドイツ・アルテンベルク）：3位
- ワールドカップ総合成績：3位[19]
- 世界選手権（日本・長野）：4位

2003-2004年シーズン
- ワールドカップ第1戦（カナダ・カルガリー）：6位
- ワールドカップ第3戦（ノルウェー・リレハンメル）：6位
- ワールドカップ第4戦（ラトビア・シグルダ）：3位
- ワールドカップ第5戦（ドイツ・アルテンベルク）：7位
- 世界選手権（ドイツ・ケニックゼー）：16位

2004-2005年シーズン
- ワールドカップ第1戦（ドイツ・ヴィンターベルク）：9位
- ワールドカップ第2戦（ドイツ・アルテンベルク）：8位
- ワールドカップ第5戦（イタリア・トリノ）：8位
- ワールドカップ総合成績：11位
- 世界選手権（カナダ・カルガリー）：10位
- 全日本選手権:1位

2005-2006年シーズン
- ワールドカップ第5戦（ドイツ・ケニックゼー）：9位
- ワールドカップ第6戦（スイス・サンモリッツ）：6位
- トリノオリンピック：11位（1回戦58.65、2回戦59.40）

2006-2007年シーズン
- ワールドカップ第4戦（日本・長野）：6位
- ワールドカップ第6戦（イタリア・トリノ）：6位
- ワールドカップ総合成績：14位
- 世界選手権（スイス・サンモリッツ）：24位
- 全日本選手権（日本・長野）：1位

2007-2008年シーズン
- ワールドカップ第4戦（イタリア・チェザーナ）：9位
- ワールドカップ第6戦（スイス・サンモリッツ）：10位
- 世界選手権（ドイツ・アルテンベルク）：16位
- 全日本選手権（日本・スパイラル）：1位

2008-2009年シーズン
- ワールドカップ第9戦（アメリカ・パークシティー）：9位
- 世界選手権（アメリカ・レイクプラシッド）：15位
- 全日本選手権（スパイラル）:5位

2009-2010年シーズン
- 全日本選手権（スパイラル）：3位
- バンクーバーオリンピック：20位（1回戦54.02、2回戦54.10、3回戦53.74、4回戦53.42）